# Soulac-sur-Mer
Soulac-sur-Mer – miejscowość i gmina we Francji, w regionie Nowa Akwitania, w departamencie Żyronda.

## Położenie
Położona jest w północnej części półwyspu Médoc, w dawnej prowincji Guyenne, zaledwie kilka kilometrów na południe od przylądka Pointe de Grave, wyznaczającego północny kraniec gaskońskich Landów. Centrum miasteczka leży na brzegu Atlantyku, a od strony wschodniej od estuarium Garonny odgradza je pas podmokłych łąk i mokradeł.

## Demografia
Według danych na rok 1990 gminę zamieszkiwało 2790 osób, a gęstość zaludnienia wynosiła 97 osób/km² (wśród 2290 gmin Akwitanii Soulac-sur-Mer plasuje się na 156. miejscu pod względem liczby ludności, natomiast pod względem powierzchni na miejscu 302.).

## Znani ludzie urodzeni w Soulac-sur-Mer
- Marie Laforêt - piosenkarka i aktorka francuska